# ダーク・オズ
ダーク・オズ（Dark Ozz、1975年1月30日 - ）は、メキシコのプロレスラー。AAA所属。
本名、マルコス・ティナヘロ（Marcos Tinajero）。ミチョアカン州ウルアパン出身。

## 来歴
1996年デビュー。デビュー当時はアンヘル・デル・ミステリオやレイ・ドラゴンのリングネームを名乗るテクニコの覆面レスラーであった。
1999年にはパス・ファインダーのリングネームで活動。
2000年には日本で初開催されたAAAの日本ツアー「トリプルマニアVIII」でイリミネーション・マッチでエル・アレブリヘ & ペロ・アグアヨ・ジュニアと組んで日本人チームの丸藤正道 & 田中稔 & 堀口元気と対戦（他の相手はシコシス、マニアコ、イステリア、チャーリー・マンソン、ピクド、エスペリトゥ）。
2001年にはプロレスリング・ノアのGHCジュニアヘビー級王座決定トーナメントに出場。1回戦で小林健太（後のKENTA/ヒデオ・イタミ）と対戦し勝利も2回戦で金丸義信に敗れた。同年、ブラック・ファミリーに加入しアメリカのスティングを模したギミックのオズのリングネームを名乗る。
2010年にはダーク・クエルボとのコンビで全日本プロレスの世界最強タッグ決定リーグ戦に出場。

## 得意技
- ダークエタ

サンセットフリップ・パイルドライバー
- go 2 ozz

KENTAのgo 2 sleepと同型技
- コークスクリュー・プランチャ

## 獲得タイトル
AAA
- メキシコナショナルアトミコス：3回

w / ダーク・クエルボ & エスコリア &  チェスマン : 2回
w / エスコリア & ダーク・クエルボ & エスピリトゥ : 1回
- AAA世界タッグチーム王座：3回

w / ダーク・クエルボ
- メキシコ州ウェルター級王座

全日本プロレス
- 世界タッグ王座：1回

w / 第60代 : ダーク・クエルボ